# Gemini Suite
Gemini Suite ist das erste Soloalbum des Deep-Purple-Keyboarders Jon Lord. Das Werk wurde im September 1970 live uraufgeführt. Die Studioaufnahme zusammen mit dem London Symphony Orchestra unter der Leitung von Malcolm Arnold und weiteren Solisten der Rockwelt wurde im 1971 als Langspielplatte bei Capitol Records veröffentlicht.

## Entstehungsgeschichte
Nach Deep Purples Klassik-Rock-Projekt Concerto for Group and Orchestra von 1969 erhielt Jon Lord den Auftrag, eine Fortsetzung zu schreiben. Davon inspiriert entstand die Gemini Suite in fünf langen Sätzen, die ein einziges Mal am 17. September 1970 in der Royal Festival Hall mit dem Light Music Society Orchestra live aufgeführt wurde. Ein Mitschnitt dieses Konzerts erschien 1993 als Gemini Suite Live. Die Studioversion der Suite nahm Lord 1971 mit dem London Symphony Orchestra unter der Leitung von Malcolm Arnold und weiteren Solisten aus der Rockwelt in den Abbey-Road- und De-Lane-Lea-Studios auf. Da Ritchie Blackmore und Ian Gillan eine Teilnahme an dem Projekt ablehnten, wurden ihre Parts von Albert Lee an der Gitarre sowie Yvonne Elliman und Tony Ashton als Sänger übernommen. Die Gemini Suite war für Lord ein wichtiger Schritt auf dem Weg zu seinen folgenden Alben wie Windows (1974) und Sarabande (1976).

## Titelliste
Alle Titel wurden von Jon Lord geschrieben.
| Nr. | Titel  | Solisten   | Länge |
| --- | ------ | ---------- | ----- |
| 1.  | Guitar | Albert Lee | 8:57  |
| 2.  | Piano  | Jon Lord   | 8:03  |
| 3.  | Drums  | Ian Paice  | 7:16  |

| Nr.          | Titel        | Solist                      | Länge |
| ------------ | ------------ | --------------------------- | ----- |
| 4.           | Vocals       | Yvonne Elliman, Tony Ashton | 5:45  |
| 5.           | Bass Guitar  | Roger Glover                | 5:03  |
| 6.           | Organ        | Jon Lord                    | 11:52 |
| Gesamtlänge: | Gesamtlänge: | Gesamtlänge:                | 47:45 |

## Veröffentlichungen
Das Album wurde ursprünglich mit abweichenden Coverartworks in Europa und Amerika veröffentlicht. Die US-Neuauflage von 1973 enthielt eine dritte Version des Covers. 1983 wurde das Album in Deutschland auf LP wieder veröffentlicht und vier Jahre später erstmals auch auf CD. Eine digital remasterte Version des Albums kam erstmals 2008 auf CD auf den Markt.
1972 erreichte das Album Platz 42 der australischen Albumcharts.

## Gemini Suite Live
Im Juli 1993 erschien der Livemitschnitt des Konzerts vom 17. September 1970 in der Londoner Royal Festival Hall von Deep Purple in der Mark-II-Besetzung als Gemini Suite Live  auf RPM Records. Gegenüber der Studioaufnahme waren die Titel abweichend arrangiert und auf der CD ausgezeichnet. Ebenso spielten bei dieser Aufführung noch Mitglieder von Deep Purple mit, die an ihrer Beteiligung an der Studioaufnahme nicht mehr interessiert waren.

### Besetzung
- Jon Lord: Orgel, Keyboard
- Albert Lee: Gitarre
- Yvonne Elliman, Tony Ashton: Gesang
- Roger Glover: Bass
- Ian Paice: Schlagzeug
- The Orchestra of the Light Music Society
- Malcolm Arnold: Dirigent

### Titelliste
1. First Movement: Guitar, Organ – 17:23
2. Second Movement: Voice, Bass – 10:19
3. Third Movement: Drums, Finale – 16:52